# Dugarsuren Quinbold
Dugarsuren Quinbold (in mongolo: Дугарсүрэнгийн Оюунболд; 25 dicembre 1957 – 2002) è stato un lottatore mongolo, specializzato nella lotta libera.

## Palmarès

### Olimpiadi
- 1 medaglia:
  - 1 bronzo (Mosca 1980 nei pesi gallo)

### Mondiali
- 1 medaglia:
  - 1 bronzo (Città del Messico 1978 nei 57 kg)

### Universiadi
- 1 medaglia:
  - 1 bronzo (Bucarest 1981 nei 62 kg)